# جيري إي. ويلكيرسون
جيري إي. ويلكيرسون (بالإنجليزية: Jerry E. Wilkerson)‏ هو سياسي أمريكي، ولد في 1944، وتوفي في 20 مارس 2013. انتخب عضو مجلس نواب مسيسيبي.